# Wooleya
Wooleya (лат.) — монотипный род суккулентных растений семейства Аизовые (Aizoaceae), подсемейства Ruschioideae, естественно произрастающий на территории Капской провинции Южно-Африканской Республики. На 2023 год, включает один вид — Wooleya farinosa.

## Название
Родовое латинское (научное) название Wooleya происходит от имени майора Вули (C. H. F. Wooley), южноафриканского коллекционера растений, который поставлял суккуленты в Кирстенбош. Латинский специфический эпитет farinosa означает «мучная» или «мучнистая», происходящий от слова farina, что переводится как «мука».
В отсутствие русскоязычного названия рода в авторитетных источниках, вероятным вариантом названия на русском языке будет «Вулия»; «Вулия мучная; мучнистая».

## Ботаническое описание
Wooleya farinosa — раскидистый кустарник, который может достигать высоты до 20 см. Молодые ветви и листья растения имеют оттенки от пепельно-серого до пурпурного, постепенно переходя в серо-коричневый цвет. Стебли деревянные и имеют диаметр до 10 мм, корни мочковатые. Листья супротивные, сросшиеся у основания. Они могут быть прямостоячими или раскидистыми, имеют трехгранную или цилиндрическую форму. Верхняя поверхность листьев слегка уплощена, а нижняя выпуклая и тупая. Размеры листьев могут достигать до 35 мм в длину и 9 мм в диаметре. Они покрыты пепельно-серым покрытием, который придает им особый вид. При старении листья могут приобретать пурпурные оттенки, а края и киль становятся красными, кончик заостряется.
Цветки Wooleya farinosa одиночные, на коротких цветоножках. Чашелистиков 4, неравные. Лепестки белые и свободные у основания. Тычинки имеют сосочковую структуру, а стаминодии образуют конус вокруг тычинок. Нектарник состоит из мелких зубцов, расположенных в кольце. Завязь имеет вогнутую форму по краю, с конической вершиной в центре. Плод — коробочка с 11 или 12 гнездами схожая с плодами рода Lampranthus. Она деревянистая, изначально красноватого цвета и выпуклая сверху. Клапаны имеют раскидистые крылья, а кили параллельны в основании и слегка расходятся к вершине. Семена гладкие.

## Распространение
Wooleya farinosa произрастает на прибрежных равнинах Намакваленда в Северном Кейпе.

## Таксономия
Wooleya L.Bolus, первое упоминание в J. S. African Bot. 27: 48. (1960).

### Виды
Согласно данным сайта WFO Plantlist на июнь 2023 года, род состоит из 1 вида:
- Wooleya farinosa (L.Bolus) L.Bolus